# Libertarianism
Libertarianism är en politisk ideologi som förespråkar frihet från tvång och strävar efter att minimera staten och dess inflytande över människors liv. Libertarianer vill tillåta maximal självständighet och valfrihet, med betoning på politisk frihet, frivilliga sammanslutningar samt det individuella omdömet.
Vanliga ståndpunkter inom libertarianism är förespråkandet av en begränsad stat, privat äganderätt och en minimalt reglerad laissez faire-kapitalism. Libertarianer fokuserar ofta, men inte uteslutande, på de moraliska och etiska aspekterna kring demokrati, staten och samhället. Libertarianismen tar avstånd från fenomen som rasism, imperialism och nutidens form av demokrati, där en majoritet av befolkningen får makt över minoriteten. Libertarianer anser ofta att människor tenderar att agera i goda syften av naturen, samt förblir kapabla att hjälpa dem i nöd utan tvång i form av skatt. De förespråkar därför i olika mån att statliga funktioner tas bort eller ersätts av icke-statliga initiativ, från t.ex. privatpersoner, företag och ideella föreningar. Längst i de här tankarna, bland libertarianer, går de så kallade anarkokapitalisterna – som förespråkar fullständigt fri kapitalism och helt vill avskaffa staten.
Det finns även en frihetlig socialistisk inriktning, som på engelska kallas "libertarian socialism" – trots att den skiljer sig ganska starkt från den övriga libertarianismen framför allt i sin syn på äganderätt.

## Libertarianismen idag
I Sverige syftar libertarianism även idag oftast på den äganderättsfokuserade klassiska liberalismen, exempelvis Klassiskt liberala partiet. Medan termen i USA fått en delvis annan innebörd som ligger närmare vad vi kallar nyliberalism, även om det inte är entydigt samma sak.
Den här amerikanska formen av libertarianism uppstod under andra halvan av 1900-talet när anhängare av individuell frihet, begränsad statsmakt och fria marknader började kalla sig för libertarianer. De ansåg att den moderna socialliberalismen blivit synonym med statlig inblandning i personliga och ekonomiska angelägenheter, och ville se en återgång till mer "klassisk" liberalism. Även konservativa som motsatte sig "the New Deal" och militära interventioner samt var motståndare till kommunism har haft inverkan på den libertarianska rörelsen i USA.

## Filosofi
Avser begreppets användning av förespråkare för privat egendom, se även klassisk liberalism och nyliberalism.
De flesta libertarianer förespråkar att statens uppgifter ska vara begränsade till att omfatta polis, domstolar och ett nationellt försvar. Anarkokapitalister som Murray Rothbard och David D. Friedman vill helt avskaffa staten. Peri Roberts och Peter Sutch, universitetslektorer i politisk teori vid Cardiff University, definierar libertarianism som ett "extremliberalt synsätt som betonar vikten av absolut äganderätt och hävdar att detta bara rättfärdigar en minimal stat".
Individens frihet från tvång oberoende av om tvånget utövas av andra individer eller staten är ett grundläggande värde för libertarianismen. Ur libertarianismens syn på individuella rättigheter härleder man den ekonomiska liberalismen, med försvar av kapitalismen, liksom drog- och vapenliberalism och total yttrandefrihet. Libertarianismens syn på privat egendomsrätt gör att beskattning blir detsamma som stöld och tvångsarbete. Libertarianismen gör gällande att alla personer är absoluta ägare av sina egna liv och bör vara fria att göra vad de vill med sig själva eller sin egendom, förutsatt att det är förenligt med andra människors frihet.
Inom filosofin kan libertarianer karakteriseras efter två etiska synsätt: konsekventionalister som stödjer frihet för att det leder till goda konsekvenser, samt deontologer som anser att frihet är moraliskt rätt. Även kombinationer av dessa förekommer. Libertarianer som inte utgår ifrån rättighetsetik använder det mer utilitaristiska argumentet att konsekvenserna av ekonomisk och personlig frihet ger ett bra samhälle. Dit hör  Ludwig von Mises, Milton Friedman och Friedrich von Hayek.
Filosofen Robert Nozicks verk Anarki, stat och utopi från 1974 har setts som libertarianismens främsta verk inom politisk filosofi. Nozick utgår ifrån de individuella rättigheter som John Locke och klassiska liberaler försvarade: rätten till liv, frihet och egendom. Dessa rättigheter är okränkbara. För att inte statsmakten eller någon annan person ska kränka individens rättigheter har minimalstaten till uppgift att värna dessa mot våld, stöld, bedrägeri, kontraktsbrott och liknande. Nozick avvisar vad han kallar "mönstrade" fördelningsprinciper, det vill säga principer som rättfärdigar omfördelning utefter vissa ideal. Nozick var emot dessa rättviseteorier eftersom de utgår ifrån att resurser inte tillhör någon och därför kan fördelas utan vidare. Individens självägarskap och äganderätt gör att föremålens historia blir viktigt eftersom de är bundna till människor som har rätt till dem. Alla överföringar, som genomförs på frivillig basis, är enligt Nozick rättvisa och förenliga med individens frihet.
I ett centralt kapitel, "Distributiv rättvisa", lägger han fram en tredelad rättviseuppfattning gällande detta. Den innebär att en fördelning är rättvis om den uppfyller villkoren om legitimt ursprungligt förvärv ("en person har en legitim äganderätt till ett tidigare oägt föremål om hans eller hennes ägande av det inte försämrar någon annans situation") och legitima överföringar, där "en person har en legitim äganderätt till ett föremål om någon annan, som har legitim rätt till föremålet i fråga, frivilligt ger det till den personen". Om dessa inte är uppfyllda träder principen om korrigering av orättvist förvärv i kraft. Dessa tre principer – principen om legitimt ursprungligt förvärv, principen om legitima överföringar av tillgångar och principen om korrigering av orättvist förvärv – utgör Nozicks teori om samhällelig fördelning.
1971 bildades Libertarian Party i USA som har ställt upp i alla val till kongressen och presidentskapet sedan dess. De förespråkar starka civila friheter med principen att alla individer har rätt att välja hur de vill leva, så länge de inte med tvång inskränker på andras rätt till den friheten. De förespråkar frihandel, minimalt reglerade laissez faire-marknader (fri marknad) samt är motståndare till statliga ingrepp i den privata egendomen. Ed Clark som var libertariansk presidentkandidat 1980 fick drygt 920 000 röster. De har haft större stöd i val till kongressen. I valet till representanthuset år 2000 fick partiet fler än 1,6 miljoner röster. Den före detta republikanska kongressledamoten Ron Paul som sökte den republikanska nomineringen till presidentvalet 2008 och 2012 har tidigare varit partiets presidentkandidat.

## Självägarskap
Centralt för libertarianismen är begreppet självägarskap som innebär att man menar att varje individ har en absolut och okränkbar rätt till den egna kroppen och därmed även alla förmågor och produkter skapade av denna kropp eller förmåga. Detta är gemensamt för såväl höger- som vänsterlibertarianism.. Det har fått till följd att de flesta libertarianer förespråkar till exempel rätt till abort. En signifikant minoritet (inklusive förre presidentkandidaten Ron Paul ) menar dock att även ännu ofödda barn omfattas av den libertarianska rätten till liv, och att försvaret för abort därför strider mot ideologins moraliska principer..

## Begreppets historia
Den första registrerade användningen av termen i politisk skrift tillskrivs anarkokommunisten Joseph Déjacque. Individualanarkisten Benjamin Tucker nyttjade också termen för sin syn på individuell frihet. Termen libertarianism användes av revolutionären och anarkisten Mikhail Bakunins anhängare för att beskriva den egna versionen av antiauktoritär och antistatlig socialism, i kontrast mot Lenins mera auktoritära regim.
Libertarianer är delade i två grupper. Den ena är minarkister, som förespråkar en nattväktarstat bunden av en konstitution eller annan lagstiftning, den andra är anarkokapitalister som anser att precis allting i samhället ska skötas på frivillig basis, inklusive institutioner som rättssystem, polis och försvar. Det vill säga utan att tvinga någon att betala för dessa samhällstjänster med beskattning.
Libertarianism är med andra ord ett smalare begrepp än nyliberalism i det att anhängaren som minst förespråkar nattväktarstat, men samtidigt bredare eftersom nyliberaler inte kan tänka sig att privatisera institutioner som har till uppgift att skydda medborgarens negativa rättigheter, såvida dessa privata organisationer inte är kontrollerade av en stat. Till skillnad från nyliberaler ser en libertarian inte nödvändigtvis kapitalism som ett idealiskt eller moraliskt system, det är frivilligheten som är det centrala.
Libertarianismen härstammar ideologiskt ifrån klassisk liberalism, samt en del statskritiskt gods, tankar om den fria marknaden och individens suveränitet från individualanarkismen. De sätter liberalismens kärna, friheten, i centrum. Människor får gärna dela in sig i grupper med olika system där några lever kommunistiskt, några kapitalistiskt etc. Allt för att maximera människors frihet att välja hur deras liv ska levas, det man betonar är frivilligheten. Libertarianer anser att om det finns behov av att bilda jurisdiktioner så kommer sådana att uppstå spontant beroende på efterfrågan eller kollektiv frivillig organisering. Alla ska naturligtvis ha friheten att bli medlem i en sådan för att få rättsskydd men då blir man givetvis skyldig att uppfylla de plikter som ingår i avtalet, till exempel att betala en avgift och följa de regler och lagar som rättsskyddet ska upprätthålla. Liknande samhällstjänster till exempel brandförsvar eller polisbeskydd får frivilligt köpas på marknaden, precis som vilken annan tjänst (kapitalism; här görs ingen skillnad filosofiskt på allmännyttan och andra tjänster), eller organiseras med exempelvis kooperationer där man kanske måste stå redo att hjälpa till vid bränder eller patrullera närområden med eller utan vapen för att förhindra eller ingripa vid brott (frivillig socialism).

## Kända libertarianer
- Adam Kokesh
- David D. Friedman
- Hans-Hermann Hoppe
- Harry Browne
- Gary Johnson
- Henrik Alexandersson
- Janusz Korwin-Mikke
- Jesse Ventura
- Jesus Huerta de Soto
- Jim Rogers
- Johan Norberg
- Johan Staël von Holstein
- Ludwig von Mises
- Milton Friedman
- Murray Rothbard
- Nathaniel Branden (ursprungligen objektivist)
- Patri Friedman
- Philippe Van Parijs (vänsterlibertarian)
- Robert Nozick
- Ron Paul
- Aron Flam
- Henrik Jönsson
- Javier Milei